# バスコ・デ・キロガ

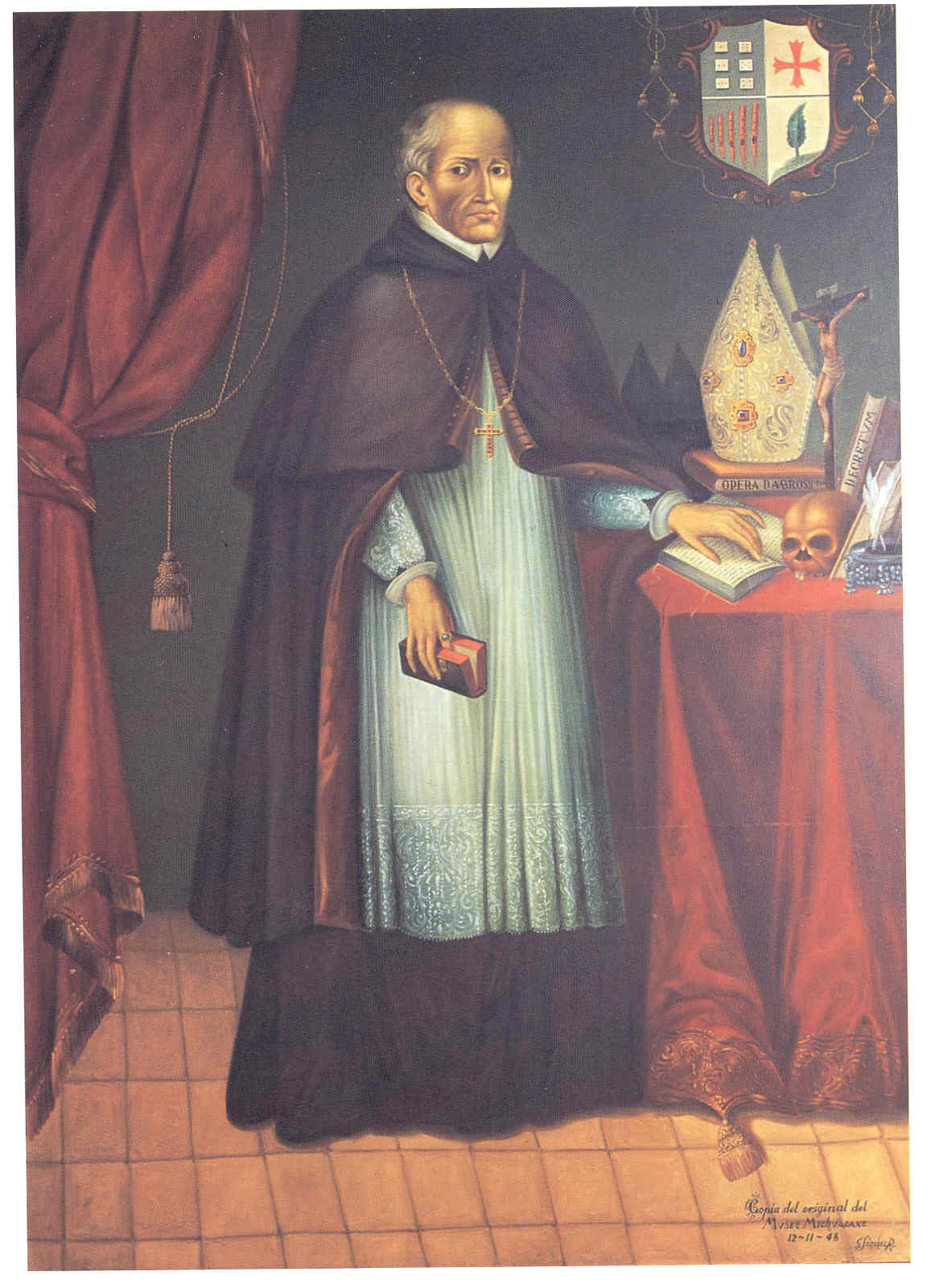
バスコ・デ・キロガ

バスコ・デ・キロガ（Vasco de Quiroga、1470年/1478年 - 1565年3月14日）は、スペイン出身の法律家で、植民地時代初期のメキシコに渡ってアウディエンシアの聴訴官 (oidor) をつとめ、後にミチョアカン司教に就任した。またトマス・モア『ユートピア』の影響を受けて先住民の救済村を建設したことで知られる。

## 生涯
バスコ・デ・キロガはガリシアの名家の出身で、アビラ県のマドリガル・デ・ラス・アルタス・トーレスで生まれ、バリャドリッド大学で学んだ。当時レコンキスタを終わらせたスペインはイベリア半島だけでなく北アフリカの一部にも攻め込んでいた。バスコ・デ・キロガは新しくスペイン領となった地域で法律家として働いた。1520年から1526年までは今のアルジェリアのオランで働いた。
1531年にメキシコに第2アウディエンシアが設立されると、バスコ・デ・キロガは聴訴官に任命されてヌエバ・エスパーニャに渡った。彼はメキシコシティで先住民が悲惨な状況にあるのを改良するために、首都から2レグア離れた土地に病人や孤児の救済とキリスト教の教化のためのサンタ・フェ救済村(el Hospital de Santa Fe)を私費を投じて建設した。この救済村はトマス・モア『ユートピア』の影響を受けたもので、先住民を集めて互助的な組織を作り、建物の周りには果樹園や農牧業のための畑があった。
1533年、先住民の反乱の調査のためにミチョアカンを訪れたが、ここでも現地のタラスコ族（プレペチャ）がスペイン人によって過酷な扱いをされていることを非難し、パツクァロ湖畔にサンタ・フェと同様のツィンツンツァン救済村を建設した。救済村には8万人もの先住民が集められた。
1535年にメキシコシティに戻った。同年『Información en Derecho』の名で知られる論文を書き、先住民の権利を重んじて、彼らを虐待するのではなく町に集めて工芸品を作る仕事を与える案を述べた。バスコ・デ・キロガはメキシコの初代司教であるフアン・デ・スマラガによって1538年に司祭、ついでミチョアカン司教に任じられた。
バスコ・デ・キロガは先住民に教育を施し、彼らの学習能力が高いことを知った。彼は先住民に工芸を教え、今もミチョアカンの伝統となって残っている。工芸の種類は町ごとに異なっていて、たとえばウルアパンでは漆器、テレメンドでは革製品、パラチョでは楽器、サンタ・クララ・デル・コブレでは銅製品、サンフェリペでは鉄製品、パタンバンでは土器、ヌリオでは織物を生産した。
1540年、パツクァロにコレヒオ・デ・サン・ニコラスを設立した。この学校は40年間運用された後に今のモレリアに移された。サン・ニコラス・デ・イダルゴ大学 (Universidad Michoacana de San Nicolás de Hidalgo) の前身にあたる。
1550年から1555年までスペインを訪れた。
1559年、バスコ・デ・キロガはマトゥリーノ・ヒルベルティ (es:Maturino Gilberti) がタラスコ語に翻訳した公教要理の回収と改訂を命じた。とくに三位一体のタラスコ語への翻訳を非難した。後にアロンソ・デ・ベラ・クルスらはヒルベルティの翻訳が正しいことを証言している。
1565年にミチョアカンのウルアパンで没した。

## 評価
とくにミチョアカン州において現在もバスコ・デ・キロガは高く評価されているが、その一方で彼がスペインによる植民地化の道具にすぎず、先住民の文化と言語を根絶するのに力を貸したという批判もなされている。
ミチョアカン州には彼にちなんでキロガと名づけられた町がある (Quiroga, Michoacán) 。モレリアには彼の名を冠したバスコ・デ・キロガ大学 (Universidad Vasco de Quiroga) がある。メキシコシティのメトロバスにもバスコ・デ・キロガ駅がある。